# Großsteingräber bei Tangeln
Die Großsteingräber bei Tangeln waren eine Gruppe von mehr als zehn megalithischen Grabanlagen der jungsteinzeitlichen Tiefstichkeramikkultur nahe Tangeln, einem Ortsteil der Gemeinde Beetzendorf im Altmarkkreis Salzwedel, Sachsen-Anhalt. Von diesen existieren heute nur noch sieben. Eine unbekannte Zahl weiterer Gräber wurde im 19. Jahrhundert zerstört. Zwei heute zerstörte Gräber wurden 1837 archäologisch untersucht, ein weiteres, noch erhaltenes, im Jahr 1904.

## Lage
Aufgrund ungenauer Beschreibungen und Lageangaben sind die Zuordnungen der von Danneil und Krause/Schoetensack beschriebenen Gräbern zueinander und zu den modernen Fundplatznummern nicht in jedem Fall gesichert. Die noch erhaltenen Gräber befinden sich alle im Forst zwischen Tangeln, Mellin und Ristedt. Grab 1 liegt 1,8 km südlich von Tangeln am Nordrand des Forsts. 100 m südlich liegt Grab 7. Beide Anlagen sind über Waldwege zugänglich. Es handelt sich um die beiden Anlagen, die von Krause und Schoetensack mit 161 und 160 nummeriert wurden. Etwa 1,2 km südwestlich von Grab 7 liegt Grab 4 (wohl Danneils Grab 116). Etwa 30 m südwestlich hiervon befinden sich die Reste eines weiteren Grabes, das wohl mit einem von Krause/Schoetensack erwähnten Grab identisch ist. Beide Gräber sind mit 156 und 159 nummeriert, wobei aus den Beschreibungen nicht klar hervorgeht, welches Grab mit welcher Nummer gemeint ist. Etwa 120 m westlich von Grab 4 liegt Grab 5 (Nr. 117 nach Danneil bzw. 157 nach Krause/Schoetensack). Grab 6 (Nr. 118 nach Danneil bzw. 158 nach Krause/Schoetensack) liegt 1,3 km ostsüdöstlich von Grab 4. Etwa 1 km südsüdwestlich von Grab 5, unweit des Tangelnschen Bachs liegt ein 2006 neu entdecktes Grab.
Danneil nennt noch drei weitere Gräber, die heute nicht mehr existieren. Sein Grab 113 (Nr. 153 nach Krause/Schoetensack) befand sich „im Hellberge“, 1200 Schritt (ca. 900 m) nordwestlich von Mellin. Die Gräber 114 und 115 (Nr. 154 und 155 nach Krause/Schoetensack) lagen „10 Minuten“ nördlich von Mellin (bei Krause/Schoetensack irrtümlich als 10 Minuten von Grab 153 wiedergegeben) an der Straße von Neumühle nach Mellin. Grab KS 155 lag 50 Schritt (ca. 40 m) östlich von KS 154. Die genaue Lage weiterer zerstörter Gräber ist nicht überliefert.
In der näheren Umgebung gibt es mehrere weitere Großsteingräber: Etwa 1 km südöstlich von Grab 6 liegt das Großsteingrab Ristedt, 2,1 km südöstlich liegen die Großsteingräber bei Immekath.

## Forschungsgeschichte
Zwei Gräber zwischen Tangeln und Mellin wurden 1837 durch Johann Friedrich Danneil archäologisch untersucht, nachdem 1836 mit ihrer Abtragung begonnen worden war. Danneil registrierte noch ein weiteres Grab bei Mellin und drei Gräber im Forst Gutstein und beschrieb diese Gräber in einem 1843 erschienenen Bericht. Zudem stellte er fest, dass weiter nördlich auf der Feldmark Tangeln bereits eine unbekannte Zahl an Gräbern zerstört worden war. Eduard Krause und Otto Schoetensack stellten Anfang der 1890er Jahre bei einer erneuten Aufnahme der Großsteingräber der Altmark fest, dass die drei Anlagen bei Mellin in der Zwischenzeit zerstört worden waren. Dafür entdeckten sie ein weiteres Grab im Forst Gutstein und zwei Gräber bei Neumühle, die von Danneil übersehen worden waren. Grab 6 wurde 1904 von Julius Müller archäologisch untersucht. 2003–04 erfolgte eine weitere Aufnahme und Vermessung aller noch existierenden Großsteingräber der Altmark als Gemeinschaftsprojekt des Landesamts für Denkmalpflege und Archäologie Sachsen-Anhalt, des Johann-Friedrich-Danneil-Museums Salzwedel und des Vereins „Junge Archäologen der Altmark“. Hierbei konnten zwei von Krause und Schoetensack beschriebene Gräber nicht aufgefunden werden. Eventuell waren sie in den 1990er Jahren zerstört worden. Im November 2006 wurde im Forst östlich von Mellin ein weiteres, bislang unbekanntes Grab entdeckt.
Für die Gräber existieren zum Teil von der offiziellen Zählung abweichende Nummern. Für die zerstörten Gräber werden im Folgenden die Nummern verwendet, mit denen Krause und Schoetensack sie versahen.
| offizielle Nr. | Danneil (1843) | Krause/ Schoetensack (1893)              | Beier (1991) | Anmerkungen                                 |
| -------------- | -------------- | ---------------------------------------- | ------------ | ------------------------------------------- |
| 1              | –              | KS 161 (Neumühle)                        | 10           |                                             |
| 4              | D 116          | KS 156 (Gutstein) oder KS 159 (Gutstein) | 5            |                                             |
| 5              | D 117          | KS 157 (Gutstein)                        | 6            |                                             |
| 6              | D 118          | KS 158 (Gutstein)                        | 7            |                                             |
| 7              | –              | KS 160 (Neumühle)                        | 9            |                                             |
| neu            | –              | –                                        | –            |                                             |
| –              | D 113          | KS 153 (Mellin)                          | 2            | zerstört                                    |
| –              | D 114          | KS 154 (Mellin)                          | 3            | zerstört(?), bei Beier als erhalten geführt |
| –              | D 115          | KS 155 (Mellin)                          | 4            | zerstört                                    |
| –              | –              | KS 156 (Gutstein) oder KS 159 (Gutstein) | 8            |                                             |
| –              | o. Nr.         | o. Nr. (Tangeln)                         | 1            | zerstört, mehr als eine Anlage              |

## Beschreibung

### Erhaltene Gräber

#### Grab 1

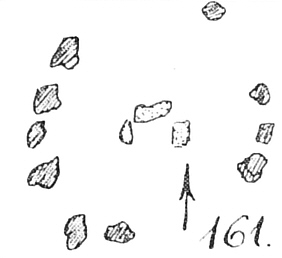
Grundriss des Grabes Tangeln 1 nach Krause/Schoetensack

Grab 1 liegt an einem Nordhang. Es ist so stark zerstört, dass es sich keinem bestimmten Grabtyp mehr zuordnen lässt. Der Grabhügel ist meridional orientiert und oval. Er ist 20,5 m lang und 11,3 m breit, seine Höhe beträgt 0,6–0,8 m. Die Grabeinfassung war wohl ebenfalls oval und nord-südlich orientiert. Ihre Länge betrug etwa 20 m und ihre Breite 8,5 m. Nur neun oder zehn Einfassungssteine haben sich erhalten. Ein Einfassungsstein auf der Südseite wurde gesprengt; das Sprengloch ist noch teilweise erkennbar.
Die Grabkammer ist nord-südlich orientiert und liegt in der Mitte der Einfassung. Nur zwei Wandsteine haben sich erhalten, die Decksteine fehlen völlig. Die Kammer war vermutlich rechteckig, ihre Breite beträgt 1,4 m, die Länge lässt sich nicht mehr feststellen. Das Grab wurde geplündert und die Kammer dabei zerstört.

#### Grab 4
Grab 4 liegt an einem Nordhang. Auch dieses Grab ist so stark zerstört, dass es sich keinem bestimmten Typ mehr zuordnen lässt. Der Grabhügel ist rund und hat einen Durchmesser von 14 m, seine Höhe beträgt 0,5 m. Er ist heute zerflossen. Eine Grabeinfassung lässt sich nicht ausmachen. Von der Grabkammer sind nur noch zwei Wandsteine und ein Deckstein übrig, die sich in der Mitte des Hügels befinden. Die Kammer war vermutlich ost-westlich orientiert, Form und Größe lassen sich nicht mehr ermitteln.

#### Grab 5

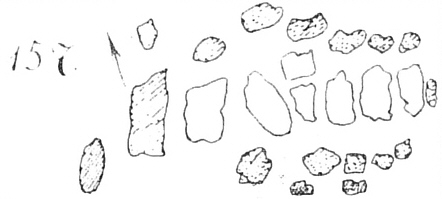
Grundriss des Grabes Tangeln 5 nach Krause/Schoetensack

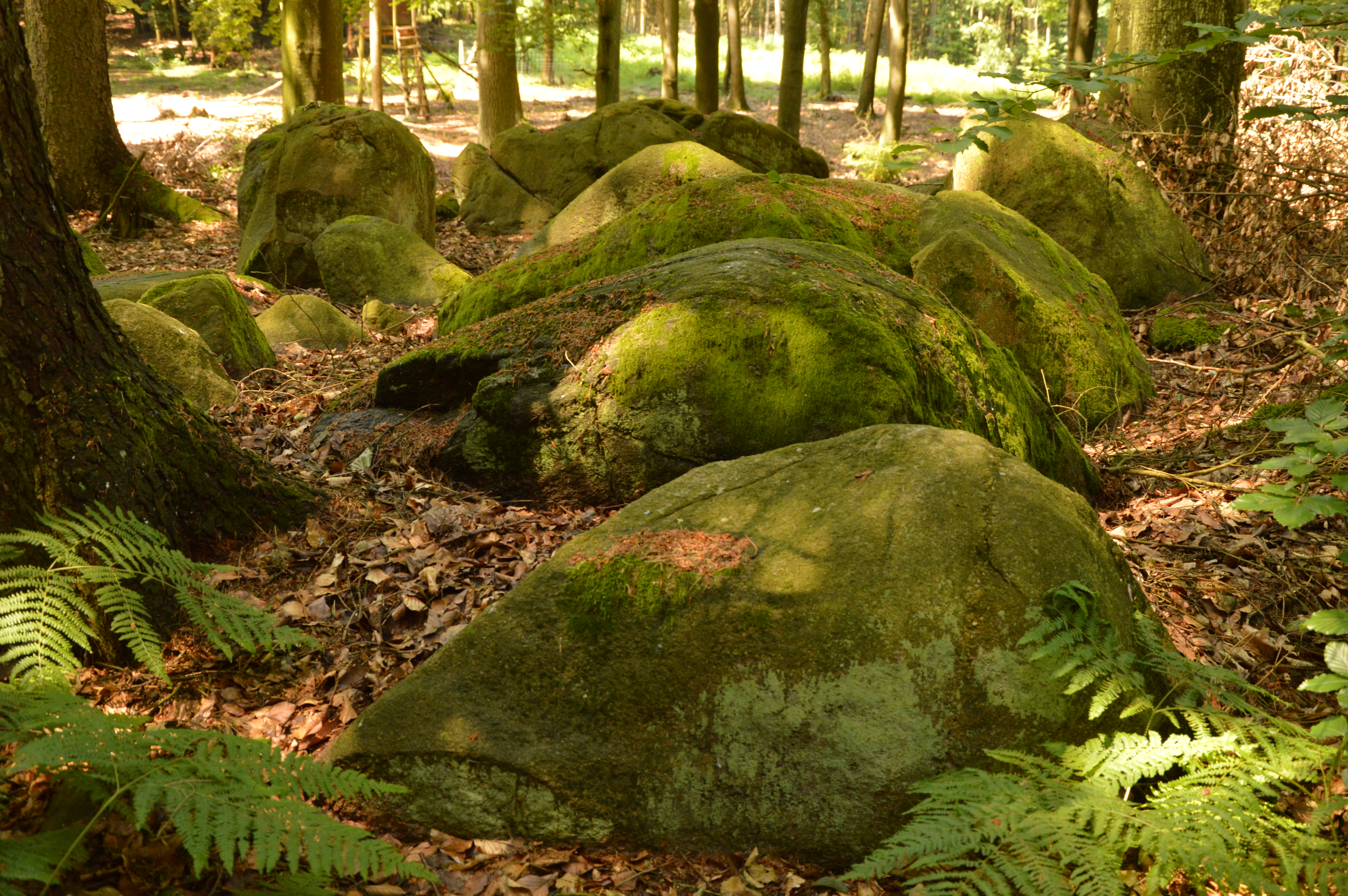
Großsteingrab Tangeln 5

Grab 5 gehört zum Typ der Großdolmen. Die Hügelschüttung ist oval. Eine Grabeinfassung scheint ursprünglich vorhanden gewesen zu sein, Form und Ausmaße lassen sich allerdings nicht mehr bestimmen, da sich nur vier oder fünf Einfassungssteine erhalten haben. Die Grabkammer ist nordwest-südöstlich orientiert. Sie besteht aus etwa 16 Wandsteinen und mindestens fünf Decksteinen. Da das Grab allerdings komplett eingefallen ist, lassen sich Wand- und Decksteine nicht mehr eindeutig auseinanderhalten. Die Kammer war wahrscheinlich rechteckig und besitzt die Innenmaße 11,5 m × 4,0 m.

#### Grab 6

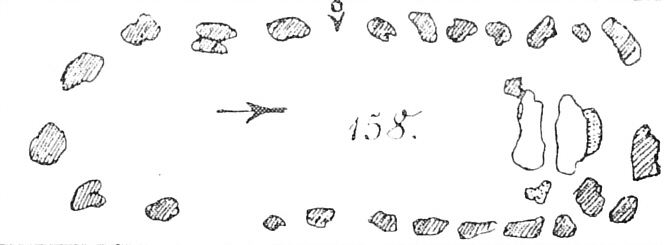
Grundriss des Grabes Tangeln 6 nach Krause/Schoetensack

Grab 6 gehört ebenfalls zum Typ der Großdolmen. Der Hügel ist länglich und etwa 0,5 m hoch. Die Grabeinfassung ist nordwest-südöstlich orientiert und war wohl ursprünglich trapezförmig. Ihre Länge beträgt 23,6 m, ihre Breite 5,2–6,4 m. Von ursprünglich 38 Einfassungssteinen sind noch 32 sichtbar, allerdings befinden sich noch weitere im Boden. Im Südosten, außerhalb der Einfassung liegen zwei umgekippte Wächtersteine.
Die Grabkammer ist nordwest-südöstlich orientiert und befindet sich im nordwestlichen Teil der Einfassung. Sie besteht aus zehn Wandsteinen und vier Decksteinen, die sich alle erhalten haben. Zwei Decken- und fast alle Wandsteine sind jedoch eingesunken und mittlerweile völlig überwachsen. Der größte Deckstein misst 2,5 m × 1,2 m × 1,1 m. Die Hohlräume zwischen den Wandsteinen waren mit Kieseln und Geschieben mit einer Größe von 10 cm bis 30 cm verfüllt. Die Verfüllung ist zum Teil noch erkennbar. Die Kammer ist rechteckig. Sie hat eine Länge von 5 m, eine Breite von 1,5 m bis 1,8 m und eine Höhe von 1,0 m.
Die Grabkammer ist beraubt, dennoch konnten bei Ausgrabungen im Jahr 1904 einige Funde gemacht werden: Die Kammer wies eine Steinpflasterung auf, über welche Sand aufgeschüttet worden war. Darin wurden ein kleines Kalkstein-Werkzeug, zwei Feuerstein-Beile und mehrere Scherben der Kugelamphoren- (3100–2700 v. Chr.) und der Schönfelder Kultur (2900–2100 v. Chr.) entdeckt.

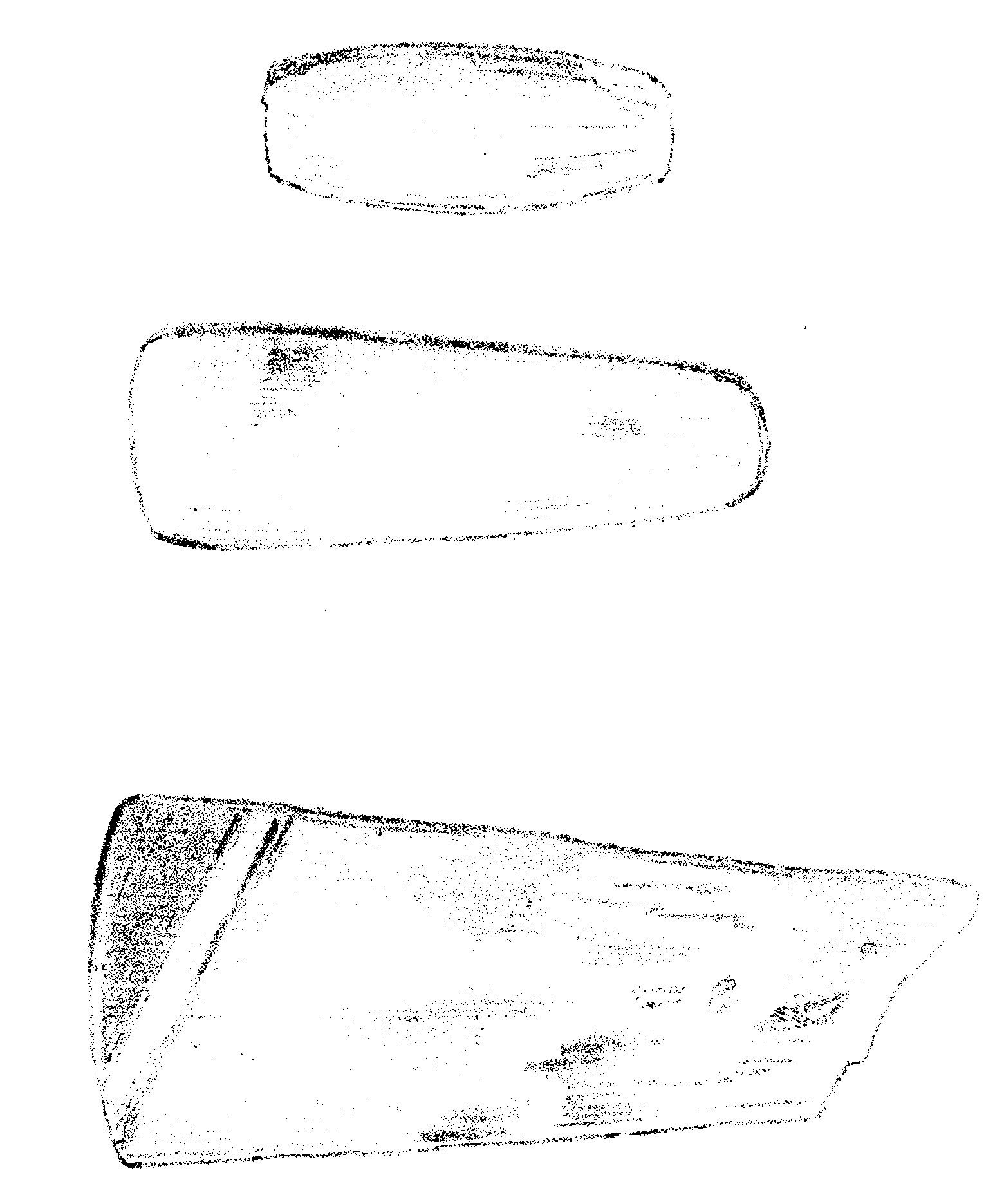
Steinwerkzeuge aus Grab 6 nach Müller
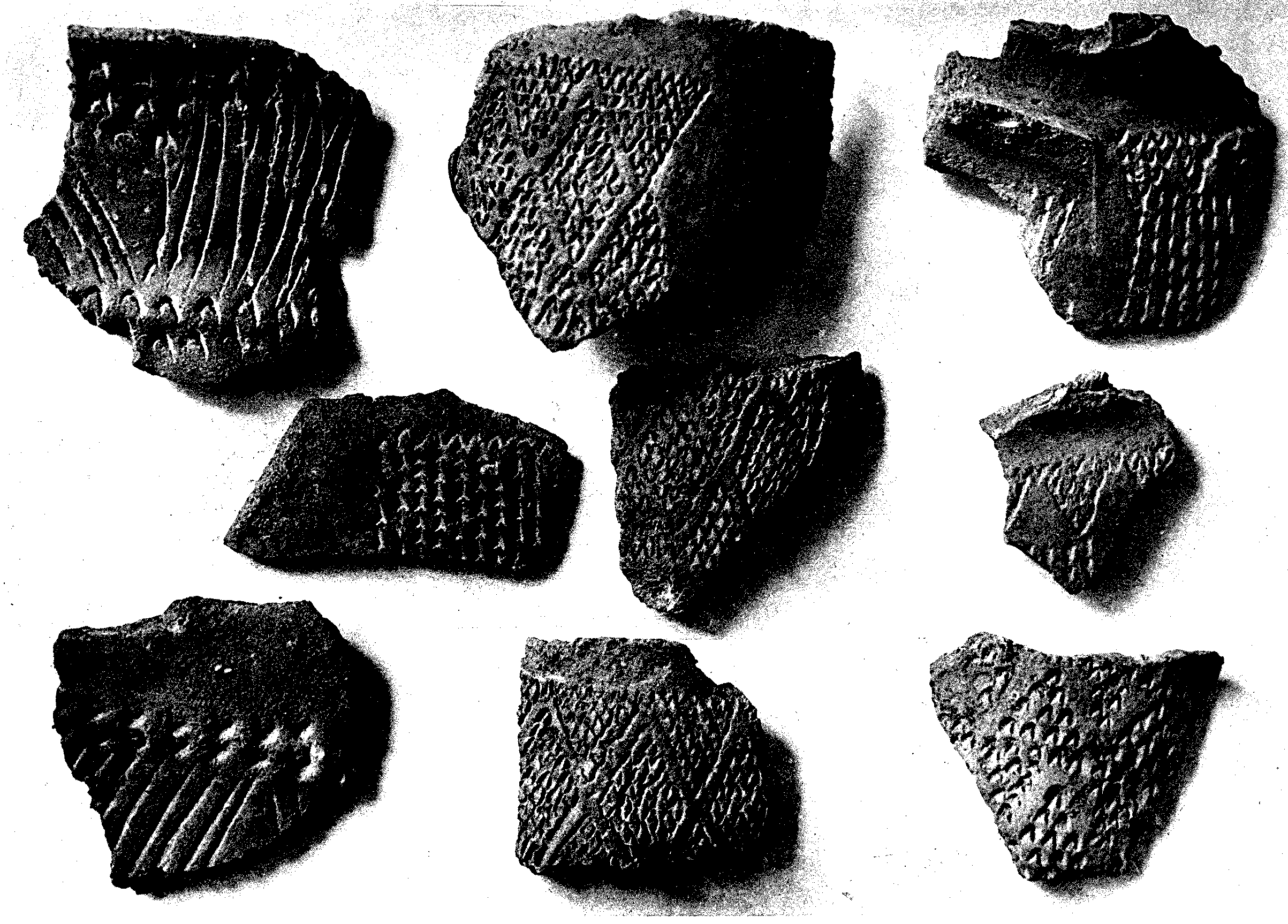
Keramik aus Grab 6 nach Müller

#### Grab 7

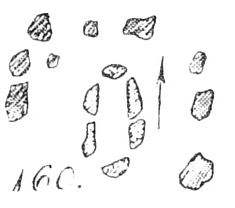
Grundriss des Grabes Tangeln 7 nach Krause/Schoetensack

Grab 7 gehört zum Typ der erweiterten Dolmen. Die Hügelschüttung war ursprünglich oval oder länglich. Er hat eine Länge von 17,5 m, eine Breite von 11,0 m und eine Höhe von 1,0 m. Die Grabeinfassung ist nord-südlich orientiert und war ursprünglich vermutlich rechteckig. Der komplette südliche Teil fehlt. Ihre Breite beträgt 7,2 m. Elf Einfassungssteine haben sich erhalten, einer davon ist zerbrochen.
Die Grabkammer ist nord-südlich orientiert. Alle sechs Wandsteine haben sich erhalten, die Decksteine scheinen aber komplett zu fehlen. Jedoch befinden sich außerhalb der Einfassung zwei Steine, bei denen es sich um verschleppte Decksteine handeln könnte. Die Kammer ist beraubt. Sie ist rechteckig, hat eine Länge von 3,1 m, eine Breite von 1,0 m und eine Höhe von 0,6 m.

#### Grab KS 156 oder 159
Bei einer Ansammlung von vier Steinen könnte es sich um Überreste eines von Krause und Schoetensack beschriebenen Grabes (entweder KS 156 oder KS 159) handeln. Die Steine lassen keine Rückschlüsse mehr auf das ursprüngliche Aussehen der Anlage zu. Grab KS 156 bestand bei Danneils Aufnahme noch aus den Wandsteinen der Grabkammer und einigen Umfassungssteinen. Krause und Schoetensack konnten nur noch einige wenige Steine ausmachen. Bei Grab KS 159 zählten Krause und Schoetensack zehn kleinere Steine.

#### Neuentdecktes Grab
Die meisten Steine dieses Grabes sollen in den 1920er Jahren abtransportiert worden sein. Die Zerstörung ist zu stark, um es einem bestimmten Typ zuzuordnen. Eine Hügelschüttung ist nicht vorhanden, da das Grab in einen natürlich Hügel eingearbeitet worden war. Eine Grabeinfassung lässt sich nicht ausmachen. Die Grabkammer ist ost-westlich orientiert. Drei Wandsteine (darunter ein Giebelstein) und ein Deckstein haben sich oberirdisch erhalten, weitere Wandsteine stecken im Boden. Die Kammer ist rechteckig, 3,6 m lang und 2,3 m breit.

### Zerstörte Gräber

#### Grab KS 153 („Eulenkammer“)
Die Anlage besaß eine Grabkammer mit einer Länge von 10 m und einer Breite von 3,1 m. Danneil konnte noch vier Decksteine feststellen, von denen einer 3,1 m lang, 2 m breit und 1,1 m dick war. Vermutlich handelte es sich um ein Ganggrab.

#### Grab KS 154

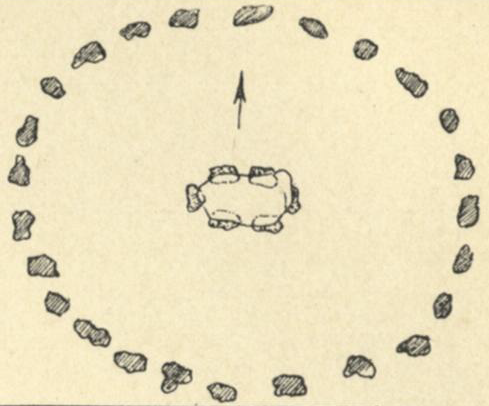
Rekonstruierter Grundriss des Grabes Tangeln KS 154 nach Krause/Schoetensack. Grab KS 155 war ganz ähnlich aufgebaut

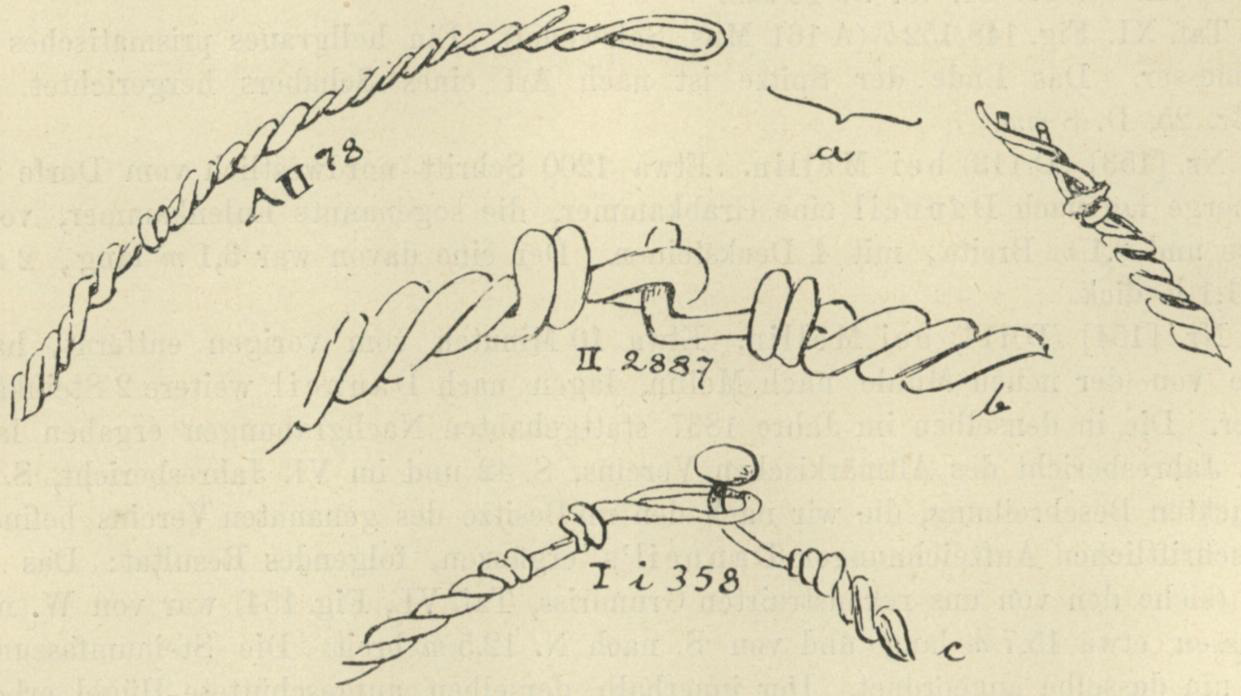
Halsring aus Bronzedraht aus Grab Tangeln KS 154 (oben) mit Vergleichsstücken

Diese Anlage war ost-westlich orientiert und hatte eine ovale Hügelschüttung mit einer Länge von 15,7 m, einer Breite von 12,5 m und einer Höhe von 1,6. Der Hügel war von einer steinernen Umfassung umgeben. Die Grabkammer bestand aus mehreren Wandsteinen und einem einzelnen großen Deckstein. Der Deckstein war 1836 entfernt worden. Dabei wurde von den Arbeitern eine mit Leichenbrand gefüllte Urne ohne Beigaben gefunden und zerschlagen. 1837 führte Danneil eine Nachgrabung durch und stieß dabei auf sieben ost-westlich orientierte menschliche Skelette, drei in der östlichen und vier in der westlichen Kammerhälfte. Die östlichen Skelette lagen auf einem Steinpflaster, die westlichen lagen auf Sand, zum Teil (besonders im Kopfbereich) auch auf Lehm. Ein Skelett wies einen Halsring aus Bronzedraht mit Haken und Öse auf. Diese Beigabe weist die Skelette als Nachbestattungen aus, die wahrscheinlich in die späte Römische Kaiserzeit zu datieren sind. Bei der zerschlagenen Urne handelte es sich ebenfalls um eine Nachbestattung, vielleicht aus der Bronzezeit.

#### Grab KS 155
Diese Anlage war nach Danneil ganz ähnlich aufgebaut wie KS 154. Hier entdeckte Danneil bei seiner Untersuchung ein menschliches Skelett sowie im Nordosten, in der Nähe eines Umfassungssteins drei zerdrückte Urnen mit Leichenbrand. Eine der Urnen enthielt zudem eine 20,9 cm lange Eisennadel.